# ラルフ・ペイン (初代ラヴィントン男爵)
初代ラヴィントン男爵ラルフ・ペイン（英: Ralph Payne, 1st Baron Lavington KB PC FRS FSA、1739年3月19日 – 1807年8月3日）は、西インド諸島の地主、イギリスの政治家、アイルランド貴族。庶民院議員を通算15年、リーワード諸島総督を通算12年務めた。政治的には風見鶏であり、おおむね時の政権を支持した。『オックスフォード英国人名事典』はペインの一生を「砂糖プランテーションを経営する不在地主の、イギリスにおける急速な出世と没落」の典型と評した。

## 生涯

### 生い立ち
リーワード諸島主席裁判官ラルフ・ペイン（Ralph Payne、1763年没）と1人目の妻アリス（フランシス・カーライルの娘）の息子として、1739年3月19日にセントクリストファー島セントピーター・バセテール教区で生まれた。異母弟に海軍軍人ジョン・ウィレット・ペインがいる。ペイン家は元々ウィルトシャー州ラヴィントンの家系だったが、ラルフの代にはすでにセントクリストファー島に長らく定住した旧家になっていた。彼は1752年よりサセックスのクライスツ・ホスピタルで教育を受けた後、セントクリストファーに戻って即座に同地の議会の議員になり、はじめて出席した会議で議長に選ばれた。1762年に再びイングランドに向かった後、グランドツアーに出た。

### 1度目の議員期（1768年 – 1771年）
1768年イギリス総選挙の前、同じくセントクリストファー出身の元庶民院議員ウィリアム・ウッドリー（William Woodley）は第一大蔵卿のグラフトン公爵への手紙でペインが首相チャタム伯爵（大ピット）を強く支持しており、当選のために2500ポンド（2023年時点の£419,125と同等）もの大金を投じられると推薦し、議会での投票を政府に拘束されないことを条件に政府からの支持を求めた。これにより、ペインは選挙支出の高いシャフツベリ選挙区でシャフツベリ伯爵の推薦を受けて出馬、選挙戦の末当選を果たした。
1769年2月2日の初演説でウィリアム・ブラックストンのジョン・ウィルクスを非難する動議（ウィルクスが請願で初代マンスフィールド男爵ウィリアム・マレーを告発したことに対する反論）への賛成演説をした。ホレス・ウォルポールはマンスフィールドがペインの友人であり、演説の起草を手伝ったと推測しながら、演説自体を賞賛した。一方で演説以外の発言では「オセローがデズデモーナを征服したときの話を回想するときと同じぐらい大袈裟」であり、「同僚のもの笑いの種になった」と酷評した。同年4月、ウィルクスの代わりに落選したヘンリー・ラットレルを繰り上げ当選させることが討議されたときにも演説したが、ウォルポールによれば「予め準備した演説ではないと述べつつ、演説内容の一部を忘れて、演説の内容が書いてあったメモをうっかりポケットから取り出してしまった」という。ペインはこれらの演説や採決などで与党を支持した。

### 1度目のリーワード諸島総督就任（1771年 – 1775年）
1771年2月18日、バス勲章を授与された。同年5月にリーワード諸島総督に任命されると、庶民院議員を退任した。
1772年にハリケーンが諸島を襲うと、ペインはリーワード諸島を歴訪した。リーワード諸島に含まれる島々をすべて訪れた総督は50年以上ぶりだった。このように管理すべき地域が島々にちらばっているため、管理が困難で出費も多かった。
リーワード諸島総督への任命は歓迎され、1775年に辞任したときアンティグア議会が全会一致でダイヤモンドつきの剣をペインに贈ったほどだった。『オックスフォード英国人名事典』が評したところでは、ペインが歓迎されたのは元々現地出身だったことと、農園主と協力して対立を回避したことが理由だったという。

### 2度目の議員期（1776年 – 1784年）
ペインは帰国してすぐ、再度の議会入りを目指した。1776年7月にもモーペス選挙区での出馬が取りざたされたが、モーペスでの後援者カーライル伯爵はモーペスでの影響力に不安があり、ペインの出馬は実現しなかった。その後、ペインは11月に政府の支持を受けてキャメルフォード選挙区の補欠選挙で当選した。1780年イギリス総選挙では政府の支持を受けてプリンプトン・アール選挙区で当選した。ただし、『英国議会史』ではペインが政府の支持を受けつつも、プリンプトン・アールでの当選に多額の資金を費やしたとした。
王室家政部門では1777年6月6日に家政局第三会計担当（Third Clerk Comptroller of the Green Cloth）に任命され、1777年12月10日に第二会計担当に、1779年7月1日に第一会計担当に昇進した後、1780年9月5日に家政局書記官に任命されたが、家政局書記官は1782年に廃止された。
2度目の議員期ではノース内閣、フォックス＝ノース連立内閣を支持したが、登院がまばらになり、1779年3月には国王ジョージ3世が首相ノース卿への手紙でペインに登院を促すよう述べた。以降の投票記録から読み取れる限り、ペインの登院率が改善したという。『オックスフォード英国人名事典』は登院率低下の理由をアメリカ独立戦争により西インド諸島の経済が悪化した（すなわち、ペインの家計が悪化した）ためだとした。演説は引き続き冗長であり、ウォルポールは1779年11月にペインが準備している演説について「長すぎて、地図帳の大きさのパンフレットでしか印刷できない」と揶揄した。
1779年6月に内閣改造が検討されたとき、王室監査官への就任が噂されたが、内閣改造は行われなかった。また1783年にノーティントン伯爵がアイルランド総督に就任したとき、アイルランド主席政務官への就任が噂されたが、やはり実現しなかった。ペイン自身も家政局書記官が廃止された後、官職就任を目指しており、一時は在オランダイギリス大使を目指してオランダ語を勉強するも、ジェームズ・ハリスの就任を知ると「オランダ語の文法を忘れるようにした」（I lay aside my Dutch grammar）と述べた。
1779年4月29日、王立協会フェローに選出された。1781年12月13日、ロンドン考古協会フェローに選出された。

### 在野期（1784年 – 1795年）
アメリカ独立戦争が終結すると、ペインはチャールズ・ジェームズ・フォックスらホイッグ党の支持者になった。ペインのおもてなしと妻の魅力が評価されて、ホイッグ党の重鎮が度々メイフェアのグラフトン・ストリート（Grafton Street）にあるペインの邸宅を訪れた。のちに大法官を務めるトマス・アースキンが「ペインを知らない人は楽しさを知らない」と述べたほどだった。
1784年イギリス総選挙はホイッグ党の大敗に終わり、ペインもベッドフォード選挙区とアシュバートン選挙区での出馬を検討したが最終的には議席を得られなかった。同年8月2日にブルックス・クラブ、1787年1月16日にホイッグ・クラブに加入した（いずれもいわゆるジェントルマン・クラブで、ホイッグ党支持の傾向がある）。しかし機を見るに敏なペインは首相小ピットの地位が盤石であるとみて、1788年に大陸ヨーロッパを旅することにした。このとき、ウィーン、チューリッヒ、リヨンを訪れた。
1790年イギリス総選挙でフォイ選挙区から出馬したが、フォイにおけるラシュリー家とマウント・エッジカム伯爵家の争いにより選挙管理人が両家によりそれぞれ選ばれ、異なる選挙結果が宣告された。結果は庶民院で討議されることになったが、最終的にはペインの落選が決定された。
1791年夏にもパリでフランス革命に関わった人々と交流したが、徐々にトーリー党に転じ、1793年2月28日にはホイッグ・クラブから脱退した。そして、政治における転向が決定的になったのが1793年8月15日にペインが開いた晩餐会である。ペインは首相小ピットを招き、戦時大臣ウィリアム・ウィンダムなど与党の有力者も招待したが、小ピットのことはほかの招待者に知らせていなかった。そのため、ウィンダムは辞退していかなかったが、後に小ピットの出席を知ると「小ピットを招待したことを知らせるべきだった」と日記に綴った。ジョージ・カニングはペインの経験とコネの広さを評価し、ポートランド公爵派ホイッグ党と小ピット派の和解が討議されたのもペインの晩餐会でのことだったとした。『オックスフォード英国人名事典』は転向の理由をリーワード諸島の領地からの収入が減り、政権についている後援者が必要になったためだとした。

### 3度目の議員期（1795年 – 1799年）
前述の転向により1794年12月にはアイルランド貴族への叙爵が噂され、ペインは1795年10月1日にアイルランド貴族であるラヴィントンのラヴィントン男爵に叙された。同10月にウッドストック選挙区の補欠選挙で当選して庶民院議員に返り咲き、1796年イギリス総選挙でも再選した。
3度目の議員期では演説の記録がなく、西インド諸島での領地に影響を与える奴隷貿易廃止には投票しなかった（1796年3月）。

### 2度目のリーワード諸島総督就任と死去（1799年 – 1807年）
1799年2月19日にリーワード諸島総督に任命された。政府支持への褒賞であり、年収2000ポンドに相当する官職だった。1799年10月30日、枢密顧問官に任命された。しかし出発直前に病気になり、1800年9月になってもまだロンドンに滞在していた。
1801年8月12日にアンティグア島に到着、総督に就任した後、今度はアンティグア・バーブーダ総督府が宴会の場になった。
1807年8月3日にアンティグア・バーブーダ総督府で死去、4日にアンティグア島にある自身の農園で埋葬された。後継者がおらず、爵位は1代で廃絶した。
死後、遺産がほぼ無一文だったためアンティグア議会はペインの未亡人に年300ポンドの恩給を与えることを可決した。

## 家族と私生活
1767年9月1日、メイフェアのセント・ジョージ教会でフランソワーズ・ランベルティーナ・クリスティアナ・シャルロッテ・ハリエット・テレザ・ケルベル（François Lambertina Christiana Charlotte Harriet Theresa Kölbel、1830年5月2日没、ケルベル男爵ハインリヒの娘）と結婚したが、2人の間に子供はいなかった。フランソワーズはシャーロット王妃と親しかったという。
フランソワーズは晩餐会などでは魅力のある女性だったが、夫との仲は良くなかった。フランソワーズが飼っているサルのネッド（Ned）が亡くなったとき、リチャード・ブリンズリー・シェリダンはフランソワーズを喜ばせるべく「ああ！かわいそうなネッドよ。私のサルが亡くなった。サー・ラルフだったらよかったのに」（Alas! poor Ned, My monkey's dead; I had rather by half It had been Sir Ralph.）という詩を贈った。
黒人を下にみている節があり、黒人の召使いが靴と靴下を履くことを禁じたほか、黒人の召使いから直接物を受け取ることを嫌い、金で作られたトングで受け取った。
画家トマス・ハーンのパトロンであり、ハーンは西インド諸島でカリブ海の風景画を描いた。